# سنجدگل
سنجدگل، روستایی از توابع بخش مرکزی شهرستان اقلید واقع در استان فارس کشور ایران است.

## جمعیت
این روستا در دهستان شهرمیان قرار دارد و براساس سرشماری مرکز آمار ایران در سال ۱۳۸۵، جمعیت آن ۳۷ نفر (۷ خانوار) بوده‌ است.

## اقتصاد
اقتصاد روستای سنجدگل بر پایه کشاورزی و دامداری استوار است. محصولات کشاورزی این روستا شامل غلات، حبوبات و محصولات باغی است. دامداری نیز از فعالیت‌های رایج در این روستا به شمار می‌رود.

## فرهنگ
مردم روستای سنجدگل به زبان فارسی صحبت می‌کنند و دارای آداب و رسوم خاص خود هستند. این روستا دارای بافت سنتی و فرهنگی غنی است.

## جاذبه‌های گردشگری
- طبیعت بکر و کوهستانی
- چشم‌اندازهای زیبا از رشته‌کوه‌های زاگرس
- آداب و رسوم سنتی مردم روستا

## امکانات
با توجه به جمعیت کم روستا، امکانات رفاهی و خدماتی در سنجدگل محدود است.